# Christuskirche (Kapfenberg)

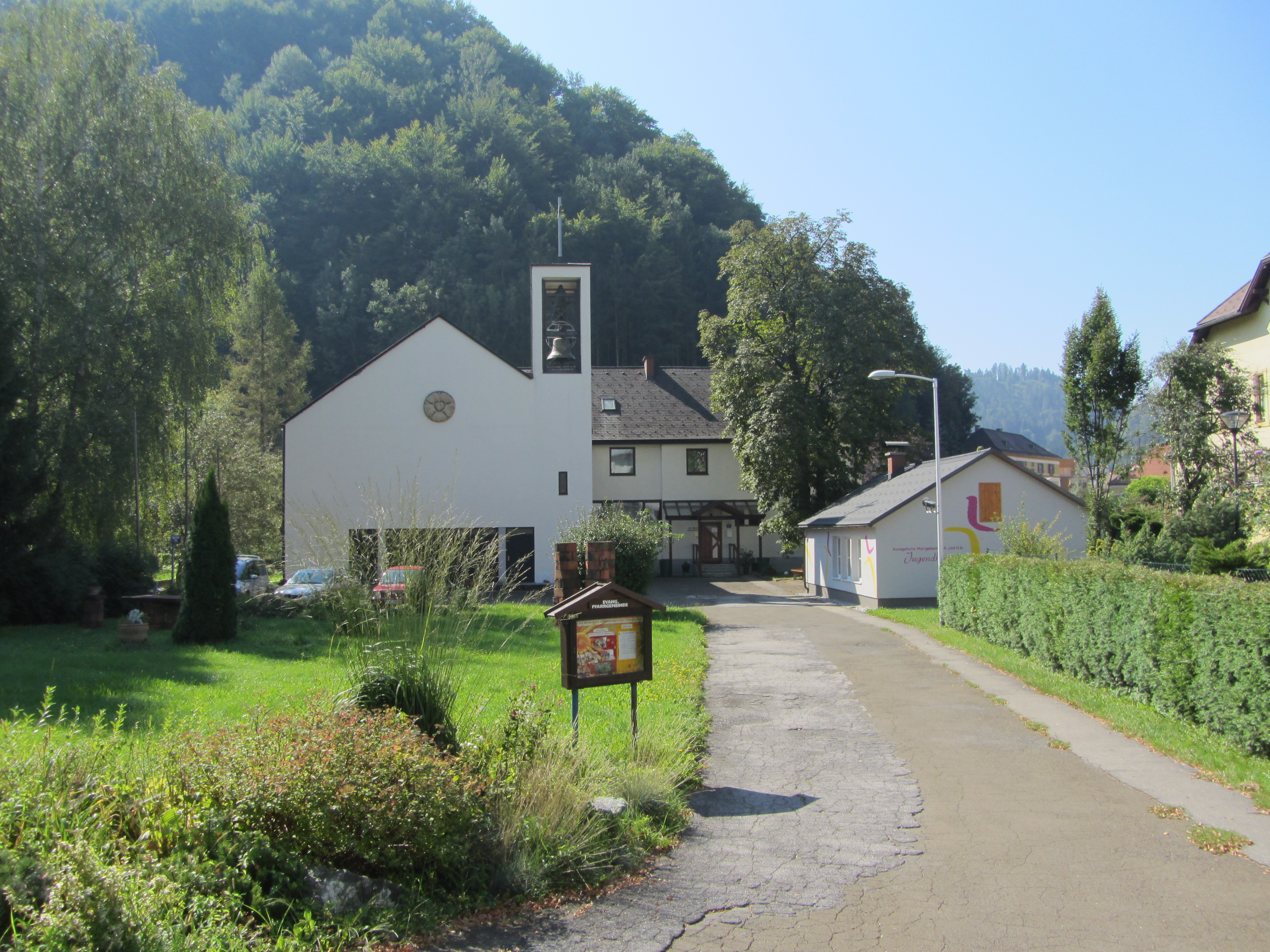
Christuskirche in Kapfenberg

Die Christuskirche ist die evangelische Gemeindekirche von Kapfenberg im politischen Bezirk Bruck-Mürzzuschlag in der Steiermark. Sie gehört der Evangelischen Superintendentur A. B. Steiermark an.

## Geschichte
Um die Mitte des 16. Jahrhunderts war die Stadt Kapfenberg unter ihrem Pfarrer Ulrich Puecher bereits mehrheitlich evangelisch gewesen, bis um 1600 während der Gegenreformation zahlreiche evangelische Familien die Stadt verlassen mussten. Erst 1907 wurden in einem Gasthof wieder evangelische Gottesdienste abgehalten und 1912 eine von der Evangelischen Kirche Bruck an der Mur betreute Predigtstation eingerichtet. Seit 1921 Filialgemeinde erfolgte 1926 die eigentliche Pfarrgründung. 
Schon 1913 war ein in Kapfenberg ein Kirchenbauverein gegründet worden, doch verhinderte der Erste Weltkrieg die Weiterverfolgung des Bauprojekts. Stattdessen wurde 1925 das Pfarrhaus mit Kanzlei und Betsaal erbaut. 1947 beschloss man den Bau der Pfarrkirche, mit deren Planung 1951 der Kapfenberger Architekt Ferdinand Schuster beauftragt wurde. 1957 konnte schließlich  der Bau der Christuskirche begonnen werden, deren Einweihung am 24. September 1961 stattfand.

## Kirchenbau
Die Kapfenberger Kirche stellt einen hausartig einfachen Funktionsbau mit seitlich gesetztem Glockenträger, sein Innenraum einen einfachen Kastenraum mit gefalteter Holzdecke dar. Der architektonisch nicht ausgegrenzte Altarbereich wird seitlich von einem starkfarbigen Glasfenster des Malers und Graphikers Mario Decleva belichtet, die Altarwand ziert ein Kruzifix von Josef Pillhofer, sie Seitenwände Keramikrelief der Kapfenberger Künstlerin Waltraud Gschiel.
Anlässlich der Profanierung der Michaelskirche Gratkorn 2015 wurde zusammen mit dem Kirchenmobiliar eine von Erich Unterweger gefertigte Kreuzigungsgruppe übernommen.